# Bruder Klaus (Wädenswil-Au)

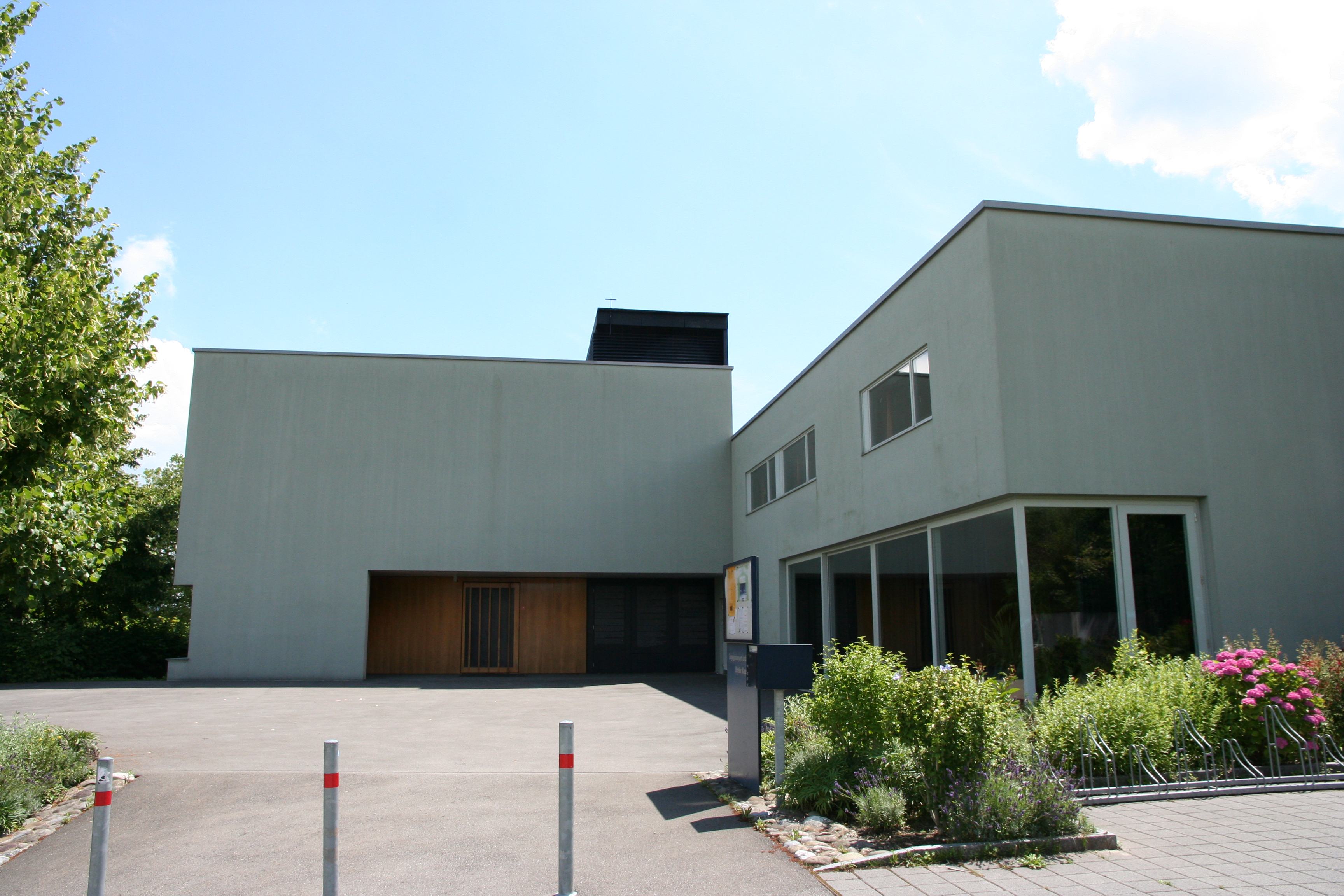
Kapelle Bruder Klaus im Wädenswiler Ortsteil Au

Die römisch-katholische Kapelle Bruder Klaus befindet sich im Wädenswiler Ortsteil Au. Sie ist derzeit (Stand 2014) die jüngste dem Schweizer Heiligen Nikolaus von Flüe geweihte Kirche des Landes.

## Geschichte
Im Jahr 1957 fand ein erster katholischer Gottesdienst in Au statt. Zwischen 1966 und 1970 wurde ein ökumenisches kirchliches Zentrum in der Au geplant, dessen Realisierung 1970 am Nein der reformierten Kirchgemeinde scheiterte. Daraufhin errichtete die reformierte Kirchgemeinde Wädenswil einen kleineren Bau, den 1972 eröffneten Kirchenpavillon Au. Während der folgenden Jahrzehnte waren die Katholiken im Pavillon der reformierten Kirchgemeinde in der Au zu Gast. In den 1980er Jahren wurde ein zweiter Versuch für den Bau eines ökumenischen Begegnungszentrums unternommen. 1987 erfolgte eine Vorstudie und in den Jahren 1993 bis 1994 fand ein Projektwettbewerb statt. 1995 stimmten jeweils die katholische und die reformierte Wädenswiler Kirchgemeinde über dieses Projekt ab. Da sich die Reformierten erneut gegen den Bau eines ökumenischen kirchlichen Zentrums entschieden, wurde das Bauprojekt von den Katholiken allein weiter verfolgt. In den Jahren 2001 bis 2002 errichteten die Architekten Gautschi und Storrer die heutige Kapelle Bruder Klaus samt Begegnungszentrum. Am 30. Januar 2003 wurde die Kapelle eingeweiht.
Die Kapelle Bruder Klaus gehört zusammen mit der Kapelle St. Anna (Wädenswil) und der Pfarrkirche St. Marien zur römisch-katholischen Kirchgemeinde Wädenswil, welche mit ihren 6'472 Mitgliedern (Stand 2021) eine der grösseren Kirchgemeinden des Kantons Zürich ist.

## Baubeschreibung

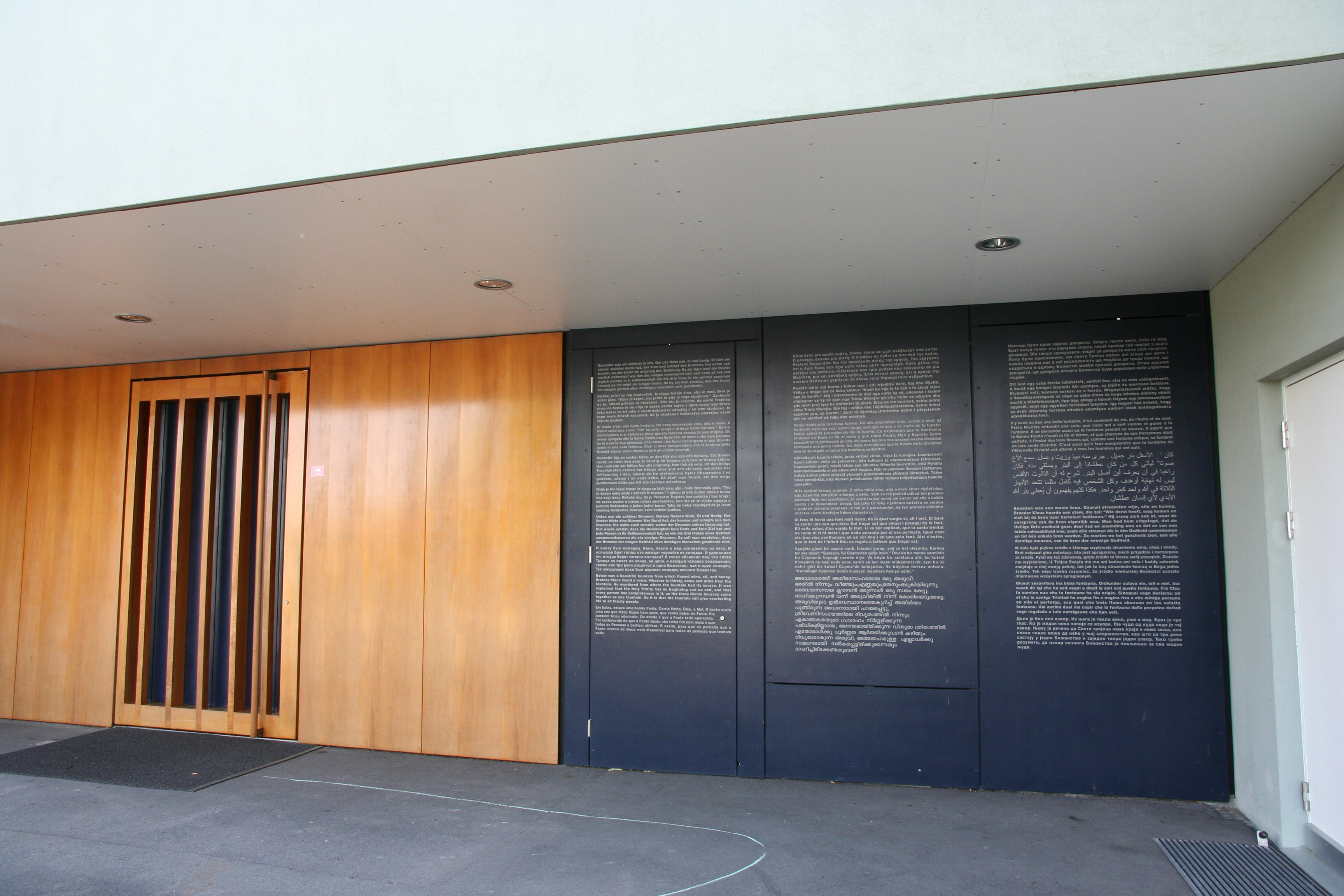
Portal mit Brunnenvision in 25 Sprachen

### Kirchturm und Äusseres
Die Kapelle Bruder Klaus befindet sich im Wädenswiler Quartier Au an der Alten Landstrasse. Über einen Weg gelangt der Besucher von der Strasse auf den Vorplatz der Kapelle. Auf dem Platz steht ein Brunnen, der aus aufgeschichteten Steinplatten besteht, welche die Gestaltung des Altars im Innern vorwegnehmen. Passend zum Brunnen wurde an der Tür zur Kapelle die Brunnenvision des Bruders Klaus in 25 Sprachen aufgeschrieben, da im Quartier Au zur Erbauungszeit der Kapelle Menschen aus 25 Nationen lebten.
Die geostete Kapelle besteht aus einem schlichten, grau gestrichenen Kubus, auf den ein Dachreiter für die Glocken aufgesetzt ist. Auf der Südseite der Kapelle ist das Begegnungszentrum im rechten Winkel angebaut, sodass der Vorplatz im Osten und Süden L-förmig abgeschlossen wird. Der Dachreiter birgt ein dreistimmiges Geläut, das von der Glockengiesserei H. Rüetschi, Aarau im Jahr 1978 gegossen wurde und in der Tonfolge cis, e, fis erklingt. Unter einem Vordach gelangt der Besucher durch das Portal in die Kapelle.

### Innenraum und künstlerische Ausstattung

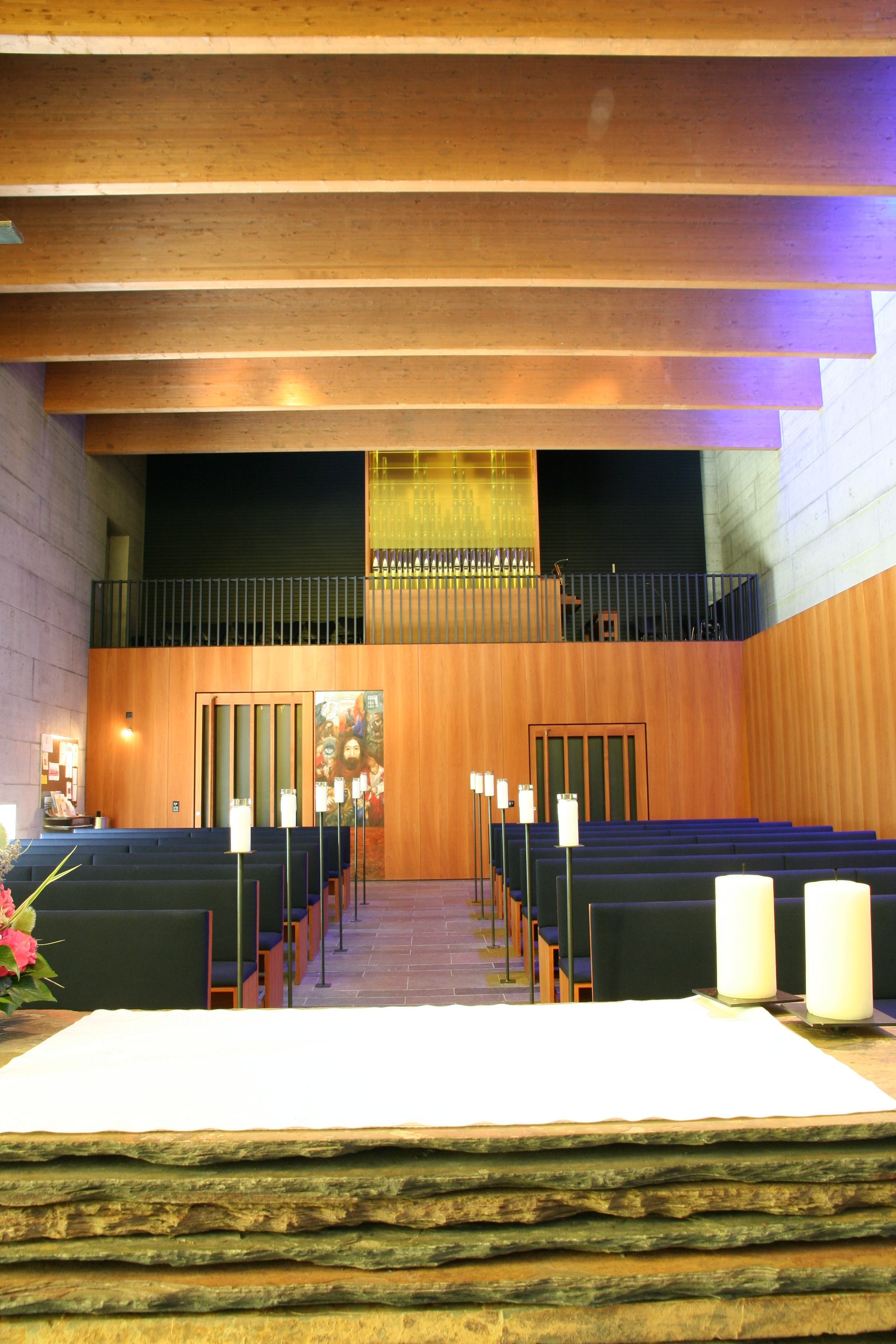
Innenansicht

Die Ausgestaltung des Gotteshauses setzt Elemente vom Leben und Wirken des Hl. Nikolaus von Flüe architektonisch um. Durch die Materialwahl und durch die Lichtführung versucht die Kapelle, die Kraft und Kargheit des Ranfts einzufangen, des Wohn- und Wirkungsorts des Hl. Nikolaus von Flüe. Der Raum wird von klaren Linien rhythmisiert, als Materialien herrschen Naturstein, Beton und Holz vor. An der Chorwand befinden sich Goldplatten, welche je nach Tageszeit dezent oder hell leuchten und auf die Präsenz Gottes im Raum verweisen. Der im Dach der Kapelle eingelassene, entlang der Nordwand verlaufende Lichtschacht lässt dank blauem Glas mattes Licht in das Kirchenschiff einfallen. Das bläuliche Licht im Langhaus kontrastiert mit dem goldenen Leuchten der Altarwand. Im Mittelgang befinden sich auf Metallstäben ruhende Kerzenleuchter. Sie weisen den Weg zum Volksaltar, welcher wie der Brunnen auf dem Vorplatz aus geschichteten Steinplatten in unterschiedlicher Steinfärbung besteht. Hinter dem Altar an der Wand steht ein schlichtes Kreuz, rechts davon ist in der Chorwand ein mit Blattgold belegter kubischer Tabernakel eingelassen. An der südlichen Längswand der Kapelle steht die Osterkerze auf einem ebenfalls aus horizontalen Platten  gestalteten Leuchter. Hinter dem Osterkerzenleuchter ist an der Wand ein zweiter Brunnen angebracht, der erneut auf die Brunnenvision des Bruder Klaus verweist. Hoch über dem Chor an der Südwand befindet sich ein kleines Fenster, welchem wie in der Klause im Ranft weniger eine funktionale als eine transzendentale Bedeutung innewohnt. Drei Bildnisse runden die Ausstattung der Kapelle ab: Ein Bruder-Klaus-Relief von Alois Spichtig im Chor an der nördlichen Wand, der in der Form des Mediationsrades des Bruder Klaus gestaltete Grundstein der Kapelle am Eingang zur Kirche sowie ein Bild von Sieger Köder, welches am Portal der Kapelle angebracht ist. Dieses Bild ist das erste Werk, das Sieger Köder in der Schweiz gemalt hat. Es zeigt auf einer Fläche von 2 mal 1 Meter  die Werke der Barmherzigkeit nach dem Wort von Jesus Christus: „Was ihr einem meiner geringsten Brüder getan habt, das habt ihr mir getan.“ (Mt 25, 40) In der Mitte des Bildes ist das Antlitz Christi zu sehen. Die Konzeption des Bildes von Sieger Köder folgt der Form des Mediationsrads von Bruder Klaus.

### Orgel

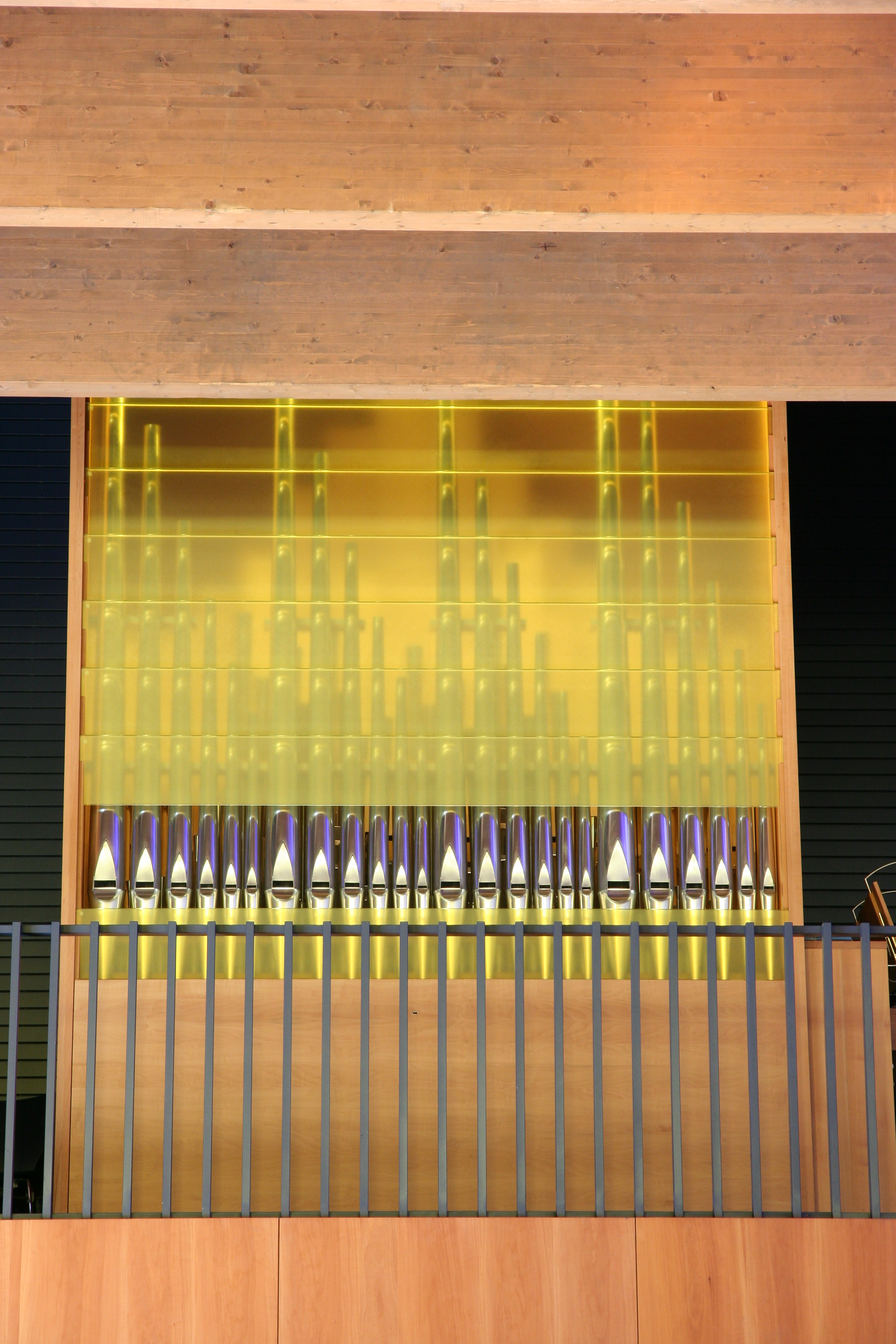
Mathis-Orgel von 2011

Im Jahr  2011 baute die Firma  Mathis Orgelbau (Näfels) auf der Empore der Kapelle eine mechanische Orgel mit 9 Registern auf zwei Manualen samt Pedal.
| I Hauptwerk C–g3 |    |
| Violflöte        | 8′ |
| Principal        | 4′ |
| Octave           | 2′ |
| Oboe             | 8′ |

| II Positiv C–g3 |       |
| Bourdon         | 8′    |
| Blockflöte      | 4′    |
| Nasat           | 2 ⁄3′ |

| Pedal C–f1 |     |
| Subbass    | 16′ |
| Pommer     | 8′  |

- Normalkoppeln: II/I, I/P